# غرايسون بيري
غرايسون بيري (بالإنجليزية: Grayson Perry)‏ هو فنان بريطاني، ولد في 24 مارس 1960 في تشيلمسفورد في المملكة المتحدة.

## وصلات خارجية
- غرايسون بيري على موقع IMDb (الإنجليزية)
- غرايسون بيري على موقع الموسوعة البريطانية (الإنجليزية)
- غرايسون بيري على موقع مونزينجر (الألمانية)
- غرايسون بيري على موقع قاعدة بيانات الفيلم (الإنجليزية)